# Novoselivka, Lebedîn
Novoselivka (în ucraineană Новоселівка) este un sat în comuna Cervlene din raionul Lebedîn, regiunea Sumî, Ucraina.

## Demografie
Componența lingvistică a localității Novoselivka
     Ucraineană (95,92%)
     Rusă (4,08%)
Conform recensământului din 2001, majoritatea populației localității Novoselivka era vorbitoare de ucraineană (95,92%), existând în minoritate și vorbitori de rusă (4,08%).